# サンショウクイ
サンショウクイ（山椒食、Pericrocotus divaricatus）は、スズメ目サンショウクイ科サンショウクイ属に分類される鳥。

## 分布
インド、インドネシア、カンボジア、シンガポール、タイ、大韓民国、中華人民共和国、台湾、朝鮮民主主義人民共和国、日本、フィリピン、ベトナム、マレーシア、ミャンマー、ラオス、ロシア東部
夏季に日本、ロシア東部、朝鮮半島で繁殖し、冬季は東南アジアへ南下し越冬する。本種はサンショウクイ科でも最も北に分布し、唯一長距離の渡りを行う。日本では基亜種が夏季に繁殖のため本州以南に飛来（夏鳥）する。
- P. d. tegimae　リュウキュウサンショウクイ
日本（九州南部から南西諸島[1]）固有亜種。亜種リュウキュウサンショウクイは、沖縄県や九州南部に留鳥として生息していた種であるが、1990年代には九州北部や四国地方などでも観察されるようになり、2017年1月には東京都でも発見されるなど、温暖化による生息域の北上も指摘されている[2][3]。

## 形態
体長20cm。背面が灰色、腹面が白い羽毛で覆われる。翼は黒いが、風切羽の基部は白い。
オスは頭頂部から後頭部が黒、メスは頭頂部から後頭部が灰色の羽毛で覆われる。
- P. d. divaricatus　サンショウクイ
額の白色部が広い。
- P. d. tegimae　リュウキュウサンショウクイ
額の白色部が狭く、胸部から体側面にかけて暗灰色になる。体の上面は亜種サンショウクイと比べると黒色みが強い。

## 亜種

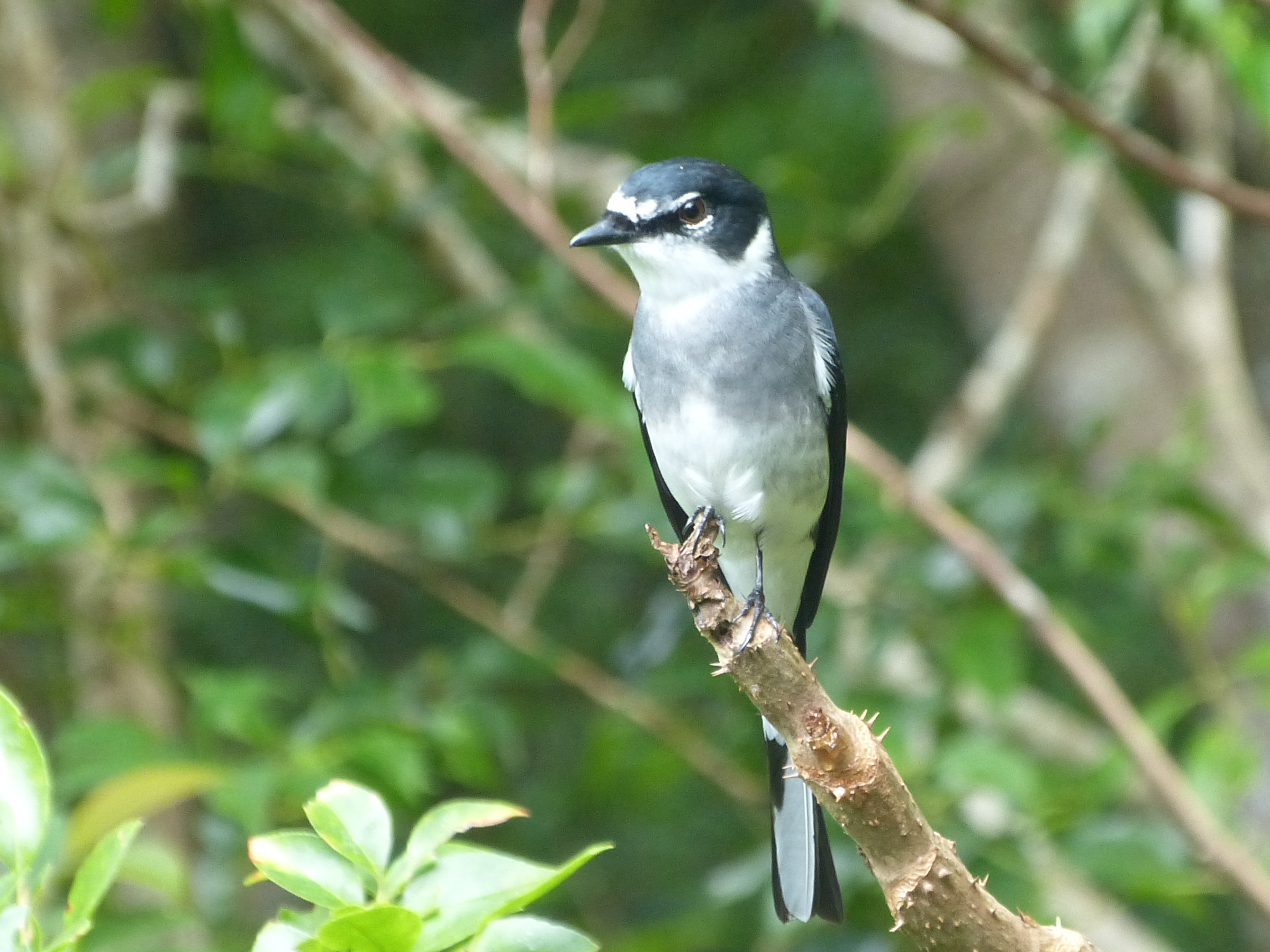
リュウキュウサンショウクイ
P. d. tegimae

亜種リュウキュウサンショウクイを独立種とする説もある。
- Pericrocotus divaricatus divaricatus　(Raffles, 1822)　サンショウクイ
- Pericrocotus divaricatus tegimae　Stejneger, 1887　リュウキュウサンショウクイ　Ryukyu minivet

## 生態
日本では平地から山地にかけての落葉広葉樹林に生息する。小規模な群れを形成して生活するが、秋季に渡りを行う前には大規模な群れを形成し最高で150羽にも達することもある。亜種リュウキュウサンショウクイも森林を好む種であるが、沖縄島では緑地の多い市街地でも生息し、繁殖も確認されている。
食性は動物食で、ガ、コガネムシ、アブなどの昆虫類、クモ等を食べる。獲物は木の枝や葉、空中で捕らえて樹上で捕食する。巣の材料や獲物を探して低木に降りることはあるが、地上にはめったに降りてこない。
繁殖形態は卵生。高木の横枝に枯葉や樹皮等を組み合わせ表面にコケをクモの糸で固めた皿状の巣を作り、日本では5-7月に1回に4-5個の卵を産む。メスのみが抱卵し、抱卵期間は17-18日。雛は生後14日程で巣立つ。

## 人間との関係
和名は鳴き声が日本語圏では「ヒリリー」と聞こえ、山椒を食べた（「山椒は小粒でもピリリと辛い」という諺がある）と連想されたことに由来する。
日本ではヒトによる雑木林の手入れがされなくなったことでエサとなる昆虫が減少、捕食者である本種の数も減少している。